# Бангвелулу (щит)
Бангвелулу — кратон, находящийся на территории на севере Замбии и районов Танзании и Демократической Республики Конго, расположенных вдоль берега озера Танганьика. Площадь составляет около около 150 тыс. км². Фундамент платформы сложен из сланцев, кислых метавулканитов и гранитоидов, образовавшихся между 2000 и 1800 млн лет назад. Примерно 590 млн лет назад сформировалась зона субдукции Танзанийским кратоном и кратоном Бангвеулу, закончившаяся крупным столкновением между этими плитами между 570 и 550 млн лет назад. Столкновение завершилось около 500 млн лет назад образованием Гондванского суперконтинента. Название этого кратона предложено в 1972 году по названию озера Бангвеулу. В литературе он известен также под названиями «ядро Замбии», «кратон Замбии» и «кратон Лувама».